# Boulardus
Boulardus är ett släkte av insekter. Boulardus ingår i familjen dvärgstritar.
Kladogram enligt Catalogue of Life:
| Boulardus | \| \| Boulardus concinnus \| \| \| \| \| \| Boulardus recurvatus \| \| \| \| |
|           | \| \| Boulardus concinnus \| \| \| \| \| \| Boulardus recurvatus \| \| \| \| |
|           | Boulardus concinnus                                                          |
|           |                                                                              |
|           | Boulardus recurvatus                                                         |
|           |                                                                              |